# Zarząd Województwa Lubelskiego
Zarząd Województwa Lubelskiego – organ wykonawczy (zarząd województwa) samorządu województwa lubelskiego.

## Zarządy I kadencji

### Od 14 listopada 1998 do 29 października 2001
- Marszałek: Arkadiusz Bratkowski (PSL)
- Wicemarszałkowie: Krzysztof Szydłowski (SdRP/SLD), Mirosław Złomaniec (SLD)
- Pozostali członkowie: Janusz Szpak (PSL), Edward Wojtas (PSL)

### Od 29 października 2001 do 10 grudnia 2002
- Marszałek: Edward Hunek (PSL)
- Wicemarszałkowie: Piotr Włoch (SLD), Mirosław Złomaniec (SLD)
- Pozostali członkowie: Janusz Szpak (PSL), Edward Wojtas (PSL)

## Zarządy II kadencji

### Od 10 grudnia 2002 do 8 stycznia 2003
- Marszałek: Edward Wojtas (PSL)
- Wicemarszałkowie: Stanisław Duszak (Samoobrona RP/niezależny), Stanisław Gogacz (ROP)
- Pozostali członkowie: Jerzy Chróścikowski (LPR), Ignacy Czeżyk (PiS)

### Od 8 stycznia 2003 do 23 maja 2005
- Marszałek: Henryk Makarewicz (PSL)
- Wicemarszałkowie: Piotr Włoch (SLD), Mirosław Złomaniec (PSL)
- Pozostali członkowie: Teresa Królikowska (PSL), Bogusław Warchulski (Samoobrona RP) do 28 kwietnia 2003 / Agnieszka Kowal (Rozwój Lubelszczyzny) od 14 lipca 2003 do 8 listopada 2004

### Od 23 maja 2005 do 1 grudnia 2006
- Marszałek: Edward Wojtas (PSL)
- Wicemarszałkowie: Stanisław Gogacz (ROP), Waldemar Jakubaszek (Samoobrona RP/niezależny)
- Pozostali członkowie: Tomasz Miszczuk (LPR), Bogusław Warchulski (Samoobrona RP) do 17 sierpnia 2005 / Sławomir Sosnowski (PSL) od 29 sierpnia 2005

## Zarządy III kadencji

### Od 1 grudnia 2006 do 28 stycznia 2008
- Marszałek: Jarosław Zdrojkowski (PiS)
- Wicemarszałkowie: Andrzej Olborski (PiS), Jacek Sobczak (PO)
- Pozostali członkowie: Krzysztof Grabczuk (PO), Mariusz Grad (PO) do 19 listopada 2007

### Od 28 stycznia 2008 do 1 grudnia 2010
- Marszałek: Krzysztof Grabczuk (PO)
- Wicemarszałkowie: Jacek Sobczak (PO), Sławomir Sosnowski (PSL)
- Pozostali członkowie: Arkadiusz Bratkowski (PSL), Marek Flasiński (PO)

## Zarządy IV kadencji

### Od 1 grudnia 2010 do 24 czerwca 2014
- Marszałek: Krzysztof Hetman (PSL)
- Wicemarszałkowie: Krzysztof Grabczuk (PO), Sławomir Sosnowski (PSL)
- Pozostali członkowie: Tomasz Pękalski (PO), Jacek Sobczak (PO)

### Od 24 czerwca 2014 do 1 grudnia 2014
- Marszałek: Sławomir Sosnowski (PSL)
- Wicemarszałkowie: Michał Cholewa (PSL), Krzysztof Grabczuk (PO)
- Pozostali członkowie: Tomasz Pękalski (PO), Jacek Sobczak (PO)

## Zarząd V kadencji (od 1 grudnia 2014 do 21 listopada 2018)
- Marszałek: Sławomir Sosnowski (PSL)
- Wicemarszałkowie: Krzysztof Grabczuk (PO), Artur Walasek (PSL) do 8 lipca 2016 / Grzegorz Kapusta (PSL) od 21 lipca 2016
- Pozostali członkowie: Arkadiusz Bratkowski (PSL), Paweł Nakonieczny (PO)

## Zarząd VI kadencji (od 21 listopada 2018 do 7 maja 2024)
- Marszałek: Jarosław Stawiarski (PiS)
- Wicemarszałkowie: Dariusz Stefaniuk (PiS) do 13 października 2019 / Michał Mulawa (PiS) od 3 grudnia 2019, Zbigniew Wojciechowski (Porozumienie/PiS)
- Pozostali członkowie: Zdzisław Szwed (PiS), Sebastian Trojak (Solidarna Polska) do 7 lutego 2022 / Bartłomiej Bałaban (Suwerenna Polska) od 7 lutego 2022

## Zarząd VII kadencji (od 7 maja 2024)
- Marszałek: Jarosław Stawiarski (PiS)
- Wicemarszałkowie: Piotr Breś (PiS), Marek Wojciechowski (PiS)
- Pozostali członkowie: Jarosław Kwasek (PiS), Marcin Szewczak (PiS)